# Salomone Rossi
Pour les articles homonymes, voir Rossi.

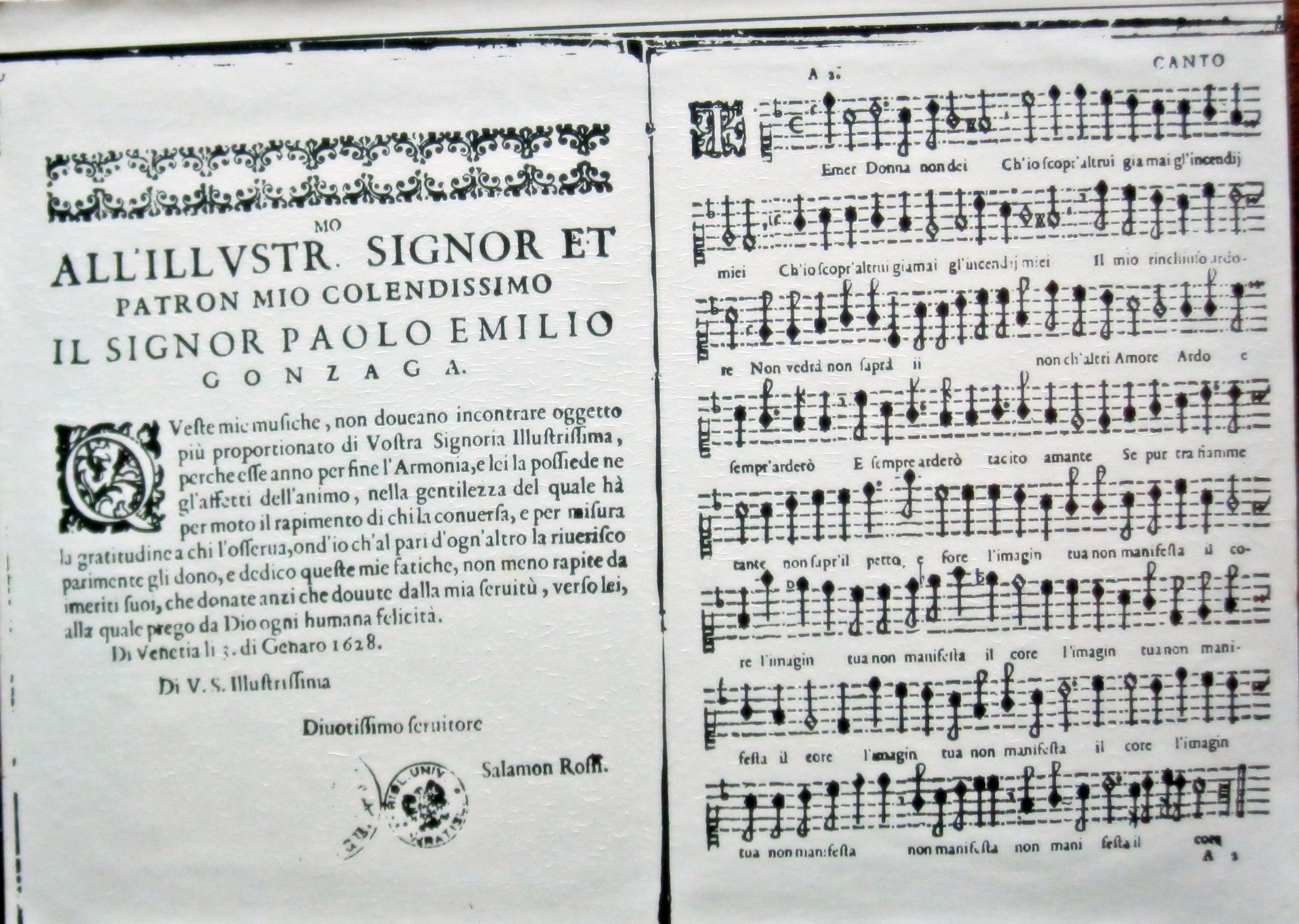
Ouverture des Madrigaux de Rossi, Venise, 1628

Salomone Rossi (né vers 1570 à Mantoue et mort vers 1630 dans la même ville) est un violoniste et un compositeur italien de confession juive du début du XVIIe siècle.

## Biographie
Généralement appelé Salomone Rossi, on trouve aussi Salamone Rossi et en français Salomon Rossi. Son nom, signifiant « Salomon Rouge », peut être soit translittéré en hébreu : סלומונה רוסי ; soit traduit Shlomo Min-HaAdumim : שלמה מן האדומים.
Salomone Rossi fut un représentant majeur de la transition entre la période la Renaissance italienne et le début du Baroque.
Il acquit assez jeune une réputation de violoniste talentueux. À 17 ans, dès 1587, il fut loué comme musicien de cour à Mantoue où il demeura jusqu'en 1628, étant passé du statut de musicien de cour à celui de Maître de Concert pour la famille ducale. Comme les compositeurs Monteverdi, Gastoldi, Wert et Viadana, Rossi composa de nombreuses musiques pour accompagner des banquets, des mariages, des pièces de théâtre ainsi que des musiques d'église.
Rossi était si bien intégré dans ce milieu de cour qu'il fut dispensé de porter la rouelle qui était exigée de tous les Juifs.
Il mourut sans laisser de trace en 1630, probablement lors de l'invasion par les troupes autrichiennes qui attaquèrent les Gonzague et détruisirent le ghetto de Mantoue, ou à la suite d'une épidémie de peste qui ravageait la région.
La sœur de Salomon Rossi fut une chanteuse lyrique sous le nom de « Madame Europa », peut-être la première femme de confession juive à se produire professionnellement de la sorte. Elle a ainsi chanté la première de L'Arianna de Monteverdi pour les Ducs de Gonzague, Salomon Rossi jouant parmi les violons. Comme pour son frère, on perd sa trace après la fin des Gonzague et le sac du ghetto.

## Œuvres
Ses premières œuvres (1589) sont une collection de 19 canzonettes.
Il publia aussi des madrigaux, joignant à ses mélodies des textes des plus grands poètes de l'époque (Guarini, Marino, Rinaldi, et Celiano). En 1600, dans les deux premiers de ses cinq livres de madrigaux, il intègre la basse continue, une innovation qui marque le passage à la musique baroque. Dans ces compositions, il inclut des partitions pour le théorbe.
Rossi publie 150 compositions profanes, parmi lesquelles :
En italien
- Canzonette a 3, Libro primo (compositions pour 3 voix)

I bei ligustri (Les beaux troènes), Correte amanti (Courrez, amants), S'el Leoncorno (Si la licorne) (enregistrées par le Boston Early Music Ensemble)
- Madrigali a 5, Libro primo (compositions pour 5 voix)

Cor Mio, Dir mi che più non ardo (enregistrées par le Boston Early Music Ensemble)
Instrumental : œuvres préservées :
- Il primo libro delle sinfonie e gagliarde a 3-5 voci (1607)
- Il secondo libro delle sinfonie e gagliarde a 3-5 voci (1608)
- Il terzo libro de varie sonate, sinfonie (1613)
- Il quarto libro de varie sonate, sinfonie (1622)

En hébreu
Italien, inséré dans une société chrétienne, Rossi n'en était pas moins juif.
Aussi composa-t-il, en 1623, une collection d'œuvres pour la liturgie synagogale intitulée "Les cantiques de Salomon" (Ha-shirim asher li-Shlomo, השירים אשר לשלמה). Quoique le titre ait pu évoquer le Cantique des Cantiques du roi Salomon, il renvoie en fait au prénom de Rossi. Ces œuvres sont écrites dans le style baroque, sans lien avec la musique synagogale traditionnelle.
Comme Monteverdi ou Luigi Rossi, il mit aussi en musique de nombreux textes bibliques de l'Ancien Testament, et ses mélodies sont stylistiquement assez proches de celles de ses collègues. Cependant il en conserve le texte hébreu, ce qui fait de lui un cas unique parmi les compositeurs baroques.
- Adon 'olam (8v) piyyut—Boston Camerata, Milnes Vol.I,
- 'Al naharot bavel (4v) Ps.137—Profeti della Quinta (2009) Milnes Vol.II,
- Barekhu (3v) prayer—Profeti della Quinta (2009), Boston Camerata, Milnes Vol.I,
- Barukh haba beshem Adonai (6v) Ps.118:26-29—Boston Camerata Milnes Vol.II,
- Eftah na sefatai (7v) piyyut—Milnes Vol.II,
- Eftah shir bisfatai (8v) piyyut—Boston Camerata, Milnes Vol.II,
- Ein keloheinu (8v) piyyut—Milnes Vol.I,
- Ele mo'adei Adonai (3v) Lev.23:4 -- Milnes Vol.II,
- Elohim hashivenu Ps.80:4,8,20—Profeti della Quinta (2009), Milnes Vol.I,
- Haleluyah. Ashrei ish yare et Adonai (8v) Ps.112—Milnes Vol.I,
- Haleluyah. Haleli nafshi (4v) Ps.146—Milnes Vol.I,
- Haleluyah. Ode Adonai (8v) Ps.111—Milnes Vol.I,
- Hashkivenu (5v) prayer—Profeti della Quinta (2009), Milnes Vol.I,
- Keter yitenu lakh (4v) Kedushah Rabbah—Profeti della Quinta (2009), Milnes Vol.I,
- Lamnatseah 'al hagitit (5v) Ps.8 -- Profeti della Quinta (2009) Milnes Vol.II,
- Lamnatseah 'al hasheminit (3v) Ps.12—Milnes Vol.II,
- Lamnatseah binginot mizmor shir (3v or 4v) Ps.67—Milnes Vol.I,
- Lemi ehpots (3v) Wedding ode—Profeti della Quinta (2009), Milnes Vol.II,
- Mizmor le'Asaf. Elohim nitsav (3v) Ps.82—Milnes Vol.I,
- Mizmor leDavid. Havu l'Adonai (6v) Ps.29—Milnes Vol.I,
- Mizmor letoda (5v) Ps.100—Milnes Vol.II,
- Mizmor shir leyom hashabat (6v) Ps.92—Milnes Vol.I,
- Odekha ki'anitani (6v) Ps.118:21-24—Milnes Vol.II,
- Shir hama'alot. Ashrei kol yere Adonai (3v) Ps.128—Milnes Vol.II,
- Shir hama'alot. Ashrei kol yere Adonai (5v) Ps.128—Milnes Vol.II,
- Shir hama'alot. Ashrei kol yere Adonai (6v) Ps.128—Milnes Vol.II,
- Shir hama'alot. Beshuv Adonai (5v) Ps.126 - Milnes Vol.II,
- Shir hama'alot leDavid. Lulei Adonai (6v) Ps.124 Milnes Vol.II,
- Shir hama'alot. Esa'einai (5v) Ps.121—Milnes Vol.I,
- Yesusum midbar vetsiya (5v) Esaïe 35:1-2,5-6,10—Milnes Vol.II,
- Yigdal Elohim hai (8v) piyyut—Milnes Vol.I,
- Yitgadal veyitkadesh (3v) kaddish—Milnes Vol.I,
- Yitgadal veyitkadesh (5v) kaddish—Profeti della Quinta (2009), Milnes Vol.I,

## Postérité littéraire
La proximité avec Monteverdi et la fin mystérieuse de Rossi sont la trame de fond du roman Le Violon d'Hitler par Igal Shamir (Plon, 2008).

## Enregistrements
- Rossi : (1) Œuvres vocales, (2) Madrigaux, (3) Canti di Salomone (3CD Tactus / Brilliant Classics BLC 93359)
Madrigaletti op. XIII - Ensemble L'aura soave. Diego Cantalupi (TC.571802 2000)
Primo libro di madrigali a 4 voci - Arie a voce sola dal I Libro dei Madrigali a 5 voci - Ut Musica Poësis Ensemble Director: Stefano Bozolo (TC.571803 2001)
Canti di Salomone a 3 parti - Sonata e Salmi di Henry Purcell - Mottetto di André Campra - Ensemble Hypothesis, dir. Leopoldo d'Agostino (TC.571804 2003)
- The Songs of Solomon. Corvina Consort dir. Zoltan Kalmanovits (Hungaroton 2006)
- The Songs of Solomon, Volume 1 : Music for the Sabbath (Pro Gloria Musicae PGM 108)
- The Songs of Solomon, Volume 2 : Holiday and festival music Jewish sacred music from 17th-century Italy by Salamone Rossi, New York Baroque; dir. Eric Milnes (Dorian, 2001)
- The Song of Solomon, Profeti della Quinta, Ensemble Muscadin (PAN Classics 2009)
- Salamone Rossi Hebreo - Boston Early Music. dir. Prof. Joshua R. Jacobson
- Salomone Rossi - Illumine Our Hearts Sursum Corda (MSR Classics, 2010)
- Musiques juives baroques. Venise, Mantoue, Amsterdam (1623-1774). Ensemble Texto dir. David Klein. Coll. Patrimoines Musicaux des Juifs de France n°10, Fondation du Judaïsme Français

Au sein d'anthologies
- Musique judéo-baroque - Boston Camerata, dir. Joel Cohen (Erato/Warner)
- Jewish Baroque Music of Rossi, Lidarti, Caceres - Ensemble Salomone Rossi[1] (Concerto CTO 2009)